# هلگافل
هلگافل (به لاتین: Helgafell) یک کوه در ایسلند است که در ایسلند واقع شده‌است. هلگافل ۷۳ متر بالاتر از سطح دریا واقع شده‌است.